# Джентльмени, сідайте!
Джентльмени, сідайте! (англ. Gentlemen, Be Seated!) — науково-фантастичне оповідання Роберта Гайнлайна. Входить в цикл творів «Історія майбутнього». Опубліковане журналом Argosy в травні 1948.

## Сюжет
Історія про відвідування тунелю на поверхні Місяця, з інцидентом пошкодження герметизації й падінням тиску та потраплянням в пастку трьох людей (менеджера, репортера та тунельного працівника). Назва оповідання, пояснює як вони запобігли витоку повітря з пробоїни — по черзі сидячи на ній.
Дана фраза починає є першою фразою викладача на уроках у військових навчальних закладах США.